# Turkanapithecus
 Turkanapithecus  ist eine ausgestorbene Gattung der Primaten, die während des frühen Miozäns in Ostafrika vorkam. Im Norden von Kenia, am Ufer des Turkana-Sees entdeckte Fossilien, die zu dieser Gattung gestellt wurden, stammen der 1986 publizierten Erstbeschreibung von Gattung und Typusart zufolge aus Sedimentschichten, deren Alter anhand von Leitfossilien auf rund 18 bis 16 Millionen Jahre datiert wurde. Die Zuordnung der Gattung zu einer bestimmten Familie innerhalb der Überfamilie der Menschenartigen wurde in der Erstbeschreibung als „unsicher“ („incertae sedis“) bezeichnet.

## Namensgebung
Die Bezeichnung der Gattung Turkanapithecus verweist auf die Nähe des Fundortes zum Turkana-See sowie auf das griechische Wort πίθηκος (altgriechisch ausgesprochen píthēkos: „Affe“). Das Epitheton der bislang einzigen wissenschaftlich beschriebenen Art, Turkanapithecus kalakolensis, ist abgeleitet vom Fundort am Fluss Kalakol. Turkanapithecus kalakolensis bedeutet somit sinngemäß „Turkana-Affe vom Fluss Kalakol“.

## Erstbeschreibung
Als Holotypus der Gattung und zugleich der Typusart Turkanapithecus kalakolensis wurde in der Erstbeschreibung durch Richard Leakey und Meave Leakey der Gesichtsschädel KNM-WK 16950A mit zugehörigem, teilweise bezahntem Unterkiefer KNM-WK 16950B von der Fundstelle Kalodirr (3° 20' N, 35° 40' O) ausgewiesen, der während der Grabungsperiode 1985/86 als Oberflächenfund geborgen worden war. Beim Gesichtsschädel blieben Knochen im Bereich der Stirn, der Augen, der Nase und des teilweise bezahnten Oberkiefers erhalten. Als Paratypen wurden in der Erstbeschreibung unter anderem mehrere Arm- und Beinknochen (KNM-WK 16951-X) benannt, die vermutlich zum gleichen Individuum wie der Gesichtsschädel gehörten. Am selben Fundort wurden 1985/86 auch die zu Afropithecus gestellten Fossilien entdeckt.
Verwahrort der Funde ist das Kenianische Nationalmuseum (daher KNM) in Nairobi.

## Merkmale
Die Individuen der Art Turkanapithecus kalakolensis waren relativ kleine Tiere mit einer kurzen Schnauze, laut Erstbeschreibung kleiner als der ca. 20 kg schwere Proconsul africanus und vergleichbar einem heute lebenden Weißbart-Stummelaffen. Die Abgrenzung der Funde gegen gleich alte Arten der Menschenartigen erfolgte vor allem anhand diverser Merkmale der Bezahnung, speziell der Backenzähne.
Im Jahr 2010 ordneten Martin Pickford et al. Primaten-Zähne, die rund 15 Prozent kleiner sind als jene von Turkanapithecus kalakolensis, der von ihnen neu benannten Art Turkanapithecus rusingensis zu. Diese Funde stammen aus dem Nordosten von Uganda sowie – worauf das Epitheton verweist – von Rusinga Island in Kenia. Holotypus ist das Fragment eines rechten Unterkiefers (Archivnummer KNM RU 1680) mit erhaltenen Molaren M2 und M3 von Rusinga Island, der bereits 1951 erstmals wissenschaftlich beschrieben und damals von Wilfrid Le Gros Clark und Louis Leakey Proconsul africanus zugeordnet worden war; Paratypen sind vier weitere Molaren. Datiert wurden die fünf bislang einzigen Belege der Art (Stand: 2021) in die Zeit vor rund 18 Millionen Jahren.

## Belege
1. ↑  Richard Leakey, Meave Leakey: A second new Miocene hominoid from Kenya. In: Nature. Band 324, 1986, S. 146–148, doi:10.1038/324146a0
2. ↑  Wilfrid Le Gros Clark und Louis Leakey: The Miocene Hominoidea of East Africa. In: Fossil Mammals of Africa. Band 1, British Museum (Natural History), London 1951.
3. ↑  Martin Pickford, Sarah Musalizi, Brigitte Senut et al.: Small apes from the Early Miocene of Napak, Uganda. In: Geo-Pal Uganda, Band 3, 2010, S. 88–92; ISSN 2076-5746.
4. ↑  Martin Pickford, Brigitte Senut et al.: Revision of the smaller-bodied anthropoids from Napak, early Miocene, Uganda: 2011–2020 collections. In: Münchner Geowissenschaftliche Abhandlungen. Band 51, 2021, S. 63, ISBN 978-3-89937-267-0. ISSN 0177-0950.